# Trichoncus scrofa
Trichoncus scrofa là một loài nhện trong họ Linyphiidae.
Loài này thuộc chi Trichoncus. Trichoncus scrofa được Eugène Simon miêu tả năm 1884.